# Куликівський Микола Йосипович
Микола Йосипович Куликівський (6 грудня 1884 — †?) — підполковник Армії УНР.

## Біографія
Народився у Торчині Луцького повіту  Волинської губернії. Закінчив Волинську духовну семінарію. З 1905 р. служив рядовим у 124-му піхотному Воронізькому полку (Харків), з 1911 р. — у 21-му Сибірському стрілецькому полку. З початком Першої світової війни дістав звання прапорщика, 8 листопада 1914 р. потрапив до німецького полону.
У 1916 р. був одним з ініціаторів створення українських національних гуртків у німецьких таборах для військовополонених російської армії. Став одним з організаторів 1-го Українського полку ім Т. Г. Шевченка (1916—1917), який формувався з військовополонених-українців.
З січня 1918 р. служив у 1-й Українській (Синьожупанній) дивізії.
На початку 1919 р. — начальник розвідчого відділу штабу Чорноморської дивізії Дієвої армії УНР.
З березня 1919 р. — комендант бронепотягу «Запорожець».
З 15 червня 1920 р. — старшина для зв'язку між Головним Отаманом С. Петлюрою та Головою Ради Міністрів.
З 5 жовтня 1920 р. — підполковник.
З 1923 р. жив на еміграції у Варшаві, з 1945 р. — у Мюнхені.
Подальша доля невідома.